# Владислав Сл. Рибникар
Владислав Слободана Рибникар (Београд, 15. јун 1900 — Београд, 1. децембар 1955) био је новинар, учесник Народноослободилачке борбе и директор Политике и ТАНЈУГ.

## Биографија
Рођен је 15. јуна 1900. у Београду. Био је син лекара и новинара Слободана Рибникара, средњег сина др Фрање Рибникара и братанац новинара и оснивача листа Политика Владислава Рибникара, по коме је добио име.
Школовање је започео у Београду, а за време Првог светског рата наставио у Француској. Желео је да се бави уметношћу па је у Паризу најпре студирао сликарство, али је по очевој жељи уписао архитектуру. Студирао је на париском универзитету Сорбони, где је дипломирао 1922. године. Након погибије браће Рибникар — Владислава и Дарка, током Првог светског рата, његов отац Слободан је након рата постао директор листа Политика. После очеве смрти, 1924. дошао је на чело Политике и у току међуратног периода је подигао до најчитанијег листа у Краљевини Југославији, који се од средине 1930-их година се изразитије антифашистички оријентисао.
По доласку на чело Политике, 1924. године, још неупућен у практичну страну новинарства, препустио је вођење листа, а посебно уређивање политичких страница, новинару Милану Гавриловићу, и посветио се унапређивању културних и друштвених рубрика. Прихватао је и друга новинарска задужења, као што је било извештавање из градова суседних земаља, најпре Софије, коју је случајем посетио неколико дана пред највећи терористички напад у историји Бугарске, у Цркви Св. Недеље 16. априла 1925. године. Пропутовао је више европских земаља и писао о њима, а 1927. је отпутовао у Москву, главни град Совјетског Савеза, тада прве социјалистичке земље. Из престонице СССР, у време када Београд са Москвом није одржавао дипломатске односе, јавио се занимљивим написима у пресеку политичких, социолошких и економских чињеница, које је лист пласирао као уводнике. Током боравка у Москви ступио је у везу са члановима руководства Комунистичке партије Југославије (КПЈ) који су се налазили у емиграцији. Везу са комунистима одржавао је и касније, а интензивирао је након окупације Југославије, априла 1941. године. Након доласка генералног секретара КПЈ Јосипа Броза Тита из Загреба у Београд, почетком маја 1941, кућа Рибникара у Ботићевој улици на Дедињу постала је илегални центар водећих партијских кадрова и илегалаца. Ту је 4. јула 1941. одржана историјска седница Политбироа ЦК КПЈ на којој је донета одлука о подизању устанка, због чега је ова кућа након рата претворена у спомен-музеј. Половином септембра 1941, преко свог пријатеља попа Драгољуба Милутиновића, свештеника из Ивањице, који је био у четничком покрету Косте Пећанца, набавио је четири четничке легитимације, са којима су Јосип Броз Тито, Александар Ранковић, Иван Милутиновић и Иво Лола Рибар, напустили окупирани Београд и отишли на ослобођену територију западне Србије. У чланство Комунистичке партије Југославије примљен је 1941. године.
Након окупације, прихватио је дужност директора „Српског издавачког предузећа”, које је основала Комесарска управа Милана Аћимовића, са циљем покретања и издавања неколико дневних и недељних новина, укључујући и лист Ново време. Због сарадње са комунистима, али и одбијања захтева окупаторских власти да настави издавање листа Политика, био је октобра 1941. ухапшен и затворен у логору на Бањици. Било је планова да заједно са Иваном Рибаром напусти Београд и пређе на ослобођену територију, али је ово омело његово хапшење. Захваљујући интервенцији, доктора Вајнмана, кога је познавао преко масонских веза, као и гаранција угледних Београђана, био је марта 1942. пуштен из логора уз обавезу да буде у кућном притвору и да се не бави политичким деловањем. Заједно са супругом Јаром, маја 1943, са групом истакнутих партијских радника, напустио је окупирани Београд и преко Саве отишао у Срем, на слободну територију. Из Срема се пребацио у Босну, где се прикључио руководству Народноослободилачког покрета (НОП).
Новембра 1943. у Јајцу је заједно са Мошом Пијаде био један од оснивача Телеграфске агенције Нове Југославије (ТАНЈУГ) и његов први директор. Крајем истог месеца био је већник на Другом заседању АВНОЈ-а на коме је изабран за члана Председништва АВНОЈ-а и члана Националног комитета ослобођења Југославије (НКОЈ), у коме је био потпредседник и повереник за информације. Октобра 1944. с Виса је дошао најпре у ослобођени Аранђеловац, а одатле у Београд, са задатком да обнови излажење Политике. Од среде 25. октобра до суботе 28. октобра организовао је рад редакције, администрације, штампарије и експедиције за први поратни број – 11.798. од оснивања листа.
Након ослобођења Југославије, био је министар просвете у Привременој влади ДФЈ, а од 1946. председник Комитета за културу и уметност. Од 1948. до 1951. био је председник Комитета за кинематографију, члан Президијума Народне скупштине ФНРЈ и Централног одбора Народног фронта Југославије, а од 1953. председник Југословенског црвеног крста. Године 1947. био је делегат ФНРЈ на заседањима Генералне скупштине ОУН-а и УНЕСКО-а, где је једно време био члан Извршног савета. Од ослобођења до смрти био је директор Политике.
У првом браку са Станом (1905—1986), рођеном Ђурић, имао је сина академика Слободана и две ћерке — Милицу и Ивану. Након развода, Стана се преудала за Хуга Клајна и са њим родила сина Ивана. Из брака са Јаром Рибникар, рођеном Хајек, са којом се оженио 1936. имао је сина Дарка и ћерку Владиславу.
Умро је у Београду 1. децембра 1955. године. Сахрањен је у породичној гробници на Новом гробљу.
Носилац је Партизанске споменице 1941. и других југословенских одликовања, међу којима је Орден народног ослобођења, којим је одликован 26. фебруара 1945. године.
По њему је названа Огледна основна школа „Владислав Рибникар”.